# 케리다 에네미가
《케리다 에네미가》(스페인어: Querida enemiga)은 2008년 방영된 멕시코의 텔레노벨라이다.